# Kulinarstvo
Kulinarstvo je umijeće u tehnici pripremanja namirnica u za ljude jestive obroke prehrane.
Marie-Antoine Carême često se smatra jednim od prvih međunarodno poznatih slavnih kuhara.

## Utjecaj topline na svojstva hrane
Kulinarstvo u užem smislu je utjecaj na kemijska svojstva hrane kroz toplinsku obradu kroz koje se promijeni: 
- okus,
- boja,
- tekstura i
- miris.

## Kulinarske metode
Sljedeće metode obrade hrane koriste toplinu za obrađivanje hrane: 
- pečenje,
- kuhanje,
- prženje,
- pirjanje,
- roštiljanje,
- izlaganje mikrovalovima te
- dimljenje.

Sljedeće metode spadaju u hladne metode obrade:
- kiseljenje,
- sušenje,
- salamuranje te
- mljevenje.